# Nieławice
Nieławice – wieś w Polsce położona w województwie podlaskim, w powiecie łomżyńskim, w gminie Wizna.
Wierni kościoła rzymskokatolickiego należą do parafii św. Jana Chrzciciela w Wiznie.

## Historia
Prywatna wieś szlachecka położona była w drugiej połowie XVI wieku w powiecie wiskim ziemi wiskiej województwa mazowieckiego.
W latach 1921–1939 wieś leżała w województwie białostockim, w powiecie łomżyńskim, w gminie Bożejewo.
Według Powszechnego Spisu Ludności z 1921 roku wieś zamieszkiwało 179 osób w 28 budynkach mieszkalnych. Miejscowość należała do parafii rzymskokatolickiej w Wiźnie. Podlegała pod Sąd Grodzki i Okręgowy w Łomży; właściwy urząd pocztowy mieścił się w Wiźnie.
W wyniku napaści ZSRR na Polskę we wrześniu 1939 miejscowość znalazła się pod okupacją sowiecką. Od czerwca 1941 roku pod okupacją niemiecką. Od 22 lipca 1941 r.  do wyzwolenia włączona w skład okręgu białostockiego III Rzeszy.
Z 31 grudnia 1944 na 1 stycznia 1945 Niemcy dokonali pacyfikacji miejscowości w odwecie za pomoc świadczoną dezerterowi z Wehrmachtu i jeńcowi radzieckiemu. Zabudowania zostały otoczone przez żołnierzy 562 Dywizji Piechoty 55 Korpusu IV Armii, a następnie podpalone. Do osób uciekających z płonących budynków strzelano. W pacyfikacji zginęło 56 osób, w tym 32 dzieci do 14. roku życia.
W latach 1975–1998 miejscowość administracyjnie należała do województwa łomżyńskiego.